# Igreja de St James the Less (Hadleigh)

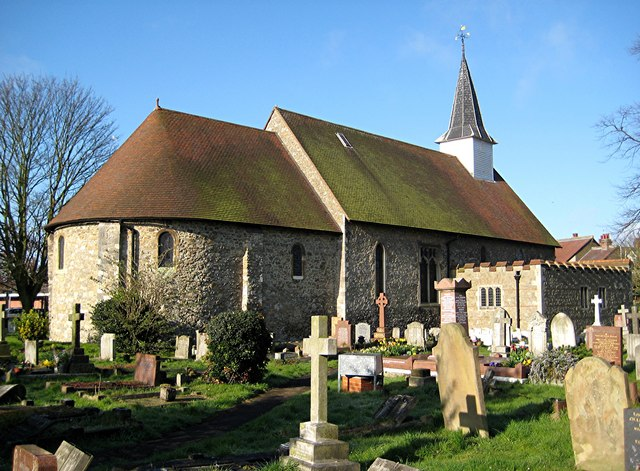

A Igreja de St James the Less, é uma igreja de grau I listada em Hadleigh, Essex.
A igreja é de construção predominantemente normanda, sendo a capela-mor e a nave do século XII.